# Улица Василия Иваниса
Улица Василия Иваниса (укр. Вулиця Василя Іваниса) — улица в Лесном массиве Деснянского района Киева. Названа в честь  украинского писателя-историка, политического и общественного деятеля Кубани — Василия Иваниса.

## Расположение
Улица Николая Матеюка расположена в Лесном массиве, она берёт начало от улицы Милютенко и заканчивается переходом в улицу Кубанской Украины. Общая протяжённость улицы составляет около 650 метров.

## История

Памятный знак «Киеву на 1500 лет от города корабелов Николаева»

Аннотационная доска Николаю Матеюку

Улица возникла в середине 1960-х годов под названием Полиграфический переулок (от расположенного на ней НИИ полиграфической промышленности). В 1969 году был переименован в честь Николая Матеюка (1908—1960), известным как партизан и разведчик в годы Великой Отечественной войны, а затем хозяйственный деятель Украинской ССР. В 1983 году на фасаде дома № 2 была установлена аннотационная доска Николаю Матеюку (бронза, барельефный портрет; скульптор Борис Довгань, архитектор Флориан Юрьев).
В 1982 году по случаю празднования 1500-летия Киева у кафе «Николаев» (у дома № 15) был установлен памятный знак с надписью «Киеву на 1500-летия от города корабелов Николаева».
На доме № 4 установлена мемориальная доска спортсмену и тренеру Александру Мишакову.
В сентябре 2017 года на общественных слушаниях, в связи с процессом декоммунизации, было согласовано переименование улицы Николая Матеюка в улицу Василия Иваниса, в честь председателя Кубанской народной республики.
В декабре 2019 года участок вокруг дома 5а по улице Василия Иваниса вошёл в список мест Киева и его окрестностей с самым загрязнённым воздухом.

## Здания

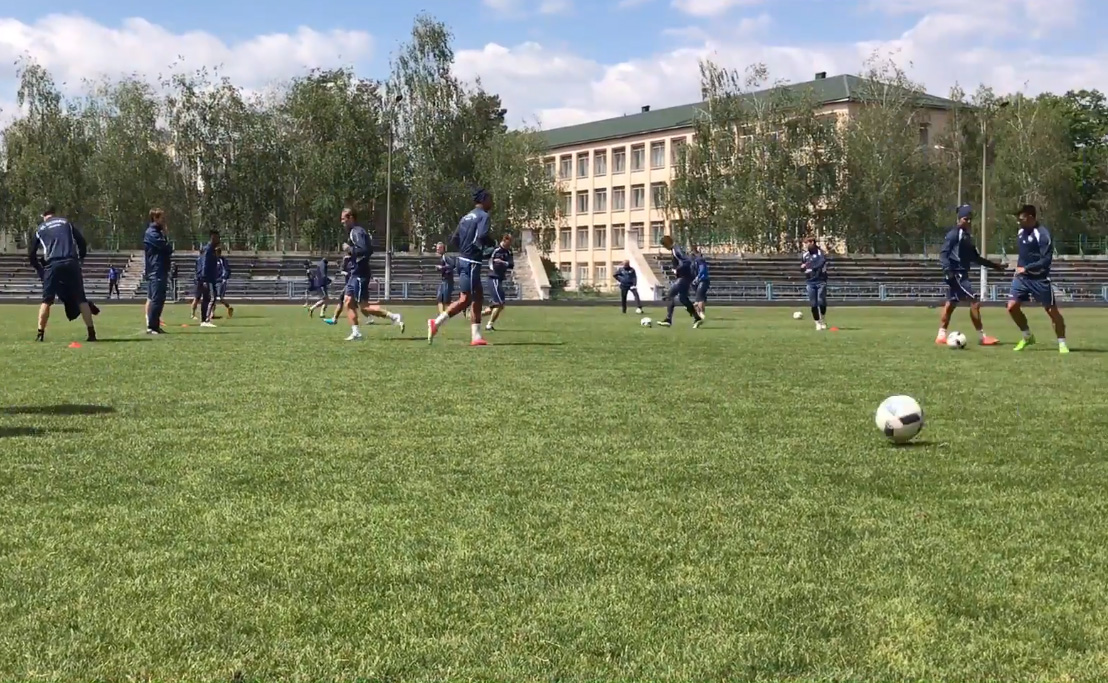
Олимпийский профессиональный колледж имени Ивана Поддубного

### Общественные
- 2 — Общежитие № 3 Киевского национального торгово-экономического университета
- 2а — Общежитие № 4 Киевского национального торгово-экономического университета
- 3 — Поликлиническое отделение № 3 Деснянского района (введено в эксплуатацию в 1971 году)[1]
- 3 — Пункт неотложной медицинской помощи поликлиники № 3 Деснянского района
- 4 — Олимпийский профессиональный колледж имени Ивана Поддубного
- 15 — Деснянская районная организация Общества Красного Креста Украины[6]
- 15а — детский сад № 569[1]

### Жилые
На улице Николая Матеюка находятся семь многоэтажных типовых жилых дома. Пять из домов — девятиэтажные, построенные в 1968—1970 годах (один серии 1-480, два серии 1-КГ-480-11 и два серии 1-480). Два 16-этажных дома серии Т построены в 2003 году.